# 不穿胸罩
不穿胸罩（英語：Braless）是指女性反對在上衣中再加上胸罩，有一些千禧世代的女性支持此一作法。在女权主义者中，这种穿戴方式带有女权解放的意义。某些人聲稱「长期穿戴胸罩会增加患上乳癌的风险」，但这一说法并未受到科学研究的支持。「睡覺時宜不穿胸罩」，也是“不穿胸罩主义者”持有的理据。法國很多女性不穿胸罩，她們認為比較時髦及舒適。

## 脚注
1. ↑  Mallenbaum, Carly. . USA TODAY. July 19, 2016  [20 September 2018]. （原始内容存档于2018-09-20） （英语）.
2. ↑  . 北京新浪網. 2009年8月17日  [2011-05-18]. （原始内容存档于2016-03-04） （中文）.
3. ↑  .   [2017-09-04]. （原始内容存档于2019-05-08）.
4. ↑  .   [2011-07-06]. （原始内容存档于2011-04-08）.
5. ↑  .   [2011-05-22]. （原始内容存档于2017-09-04）.
6. ↑  保护乳房健康 给你4个理由不穿胸罩[永久]